# محمد بن جابر بن سيار
مُحَمَّد بن جَابِر بن سيار بن طلق السحيمي الحنفي أَبُو عَبْد اللَّهِ اليمامي، أحد رواة الحديث النبوي، أصله كوفي وكان أعمى.

## روايته للحديث النبوي
- روى عن: حبيب بْن ثَابِت، وحماد بْن أَبي سُلَيْمان، وسماك بن حرب، وطلق بن معَاوِيَة النخعي، وعبد اللَّه بْن بدر الحنفي، وعبد الله بْن النعمان، وعبد العزيز بْن رفيع، وعبد الملك بن عمير، وعطية العوفي، وعمير بْن سَعِيد النَّخَعِيّ، وعون بْن أَبي جحيفة، وقَيْس بْن طلق الحنفي، ومجمع التَّيْمِيّ، ومسعر بن كدام، ويحيى بن أبي كثير، ويعقوب بْن عَطَاء بْن أَبي رباح، وأبي إسحاق السبيعي، وأبي فروة الجهني.
- روى عنه: إسحاق بْن أَبي إسرائيل، وإسحاق بن عيسى بن الطباع، وإِسْمَاعِيل بْن حكيم صاحب الزيادي، وأيوب بْن أَبي تميمة السختياني وهُوَ أكبر منه، وأخوه أَيُّوب بْن جَابِر الحنفي، وأيوب بْن سويد الرملي، وجرير بْن عبد الحميد، وزهير بن معاوية، وسفيان الثوري، وسفيان بن عيينة، وشعبة بن الحجاج ومات قبله، وعباد بْن كَثِير، وعبد الله بن عون وهو أكبر منه، وعبد الملك بْن عَبْد الرَّحْمَنِ الذماري، وعيسى بْن جَعْفَر قاضي الري، وغياث بْن إِبْرَاهِيم النخعي أحد الضعفاء المتروكين، والفضل بْن غانم، وقران بن تمام الأسدي، وقيس بْن الربيع، وقَيْس بْن مُحَمَّد بْن عِمْران بن قَيْس الْكِنْدِيّ، ومُحَمَّد بْن زُنْبُور المكي، ومحمد بن سُلَيْمان بن أَبي داود الحراني، ومحمد بْن سُلَيْمان المصيصي لوين، ومُحَمَّد بْن عيسى بن الطباع، ومُحَمَّد بْن يَزِيد الواسطي، ومسدد بن مسرهد، ومندل بْن علي، وموسى بْن دَاوُد الضبي، وهشام بن حسان ومات قبله، وهشام بْن عُبَيد اللَّهِ الرازي، وورد بْن عَبد اللَّهِ التَّمِيمِيّ، ووكيع بن الجراح، والوليد بْن صَالِح النخاس، ويحيى بْن إِسْحَاق البجلي السيلحيني، ويحيى بْن يَحْيَى النَّيْسَابُورِيّ، ويوسف بْن عدي، ويوسف بن عيسى بن الطباع.[1]
- الجرح والتعديل: قال أحمد بن حنبل: «كان محمد بن جابر ربما ألحق أو يلحق في كتابه يعني الحديث»، قال أبو حاتم الرازي: «ساء حفظه في الآخر، وذهبت كتبه.»، وقال يحيى بن معين: «كان أعمى، واختلط عليه حديثه، وكان كوفياً وانتقل إلى اليمامة وهو صعيف»، وقال البخاري: «ليس بالقوي، يتكلمون فيه، روى مناكير.»، وقال عمرو بن علي: «صدوق، كثير الوهم، متروك الحديث»، وقال ابن حبان: «كان أعمى يلحق في كتبه ما ليس من حديثه ويسرق وما ذكّر به فيحدث يه.»، روى له أبو داود وابن ماجه.[1]